# Євтушок Володимир Володимирович
Євтушо́к Володи́мир Володи́мирович — капітан (посмертно) Міністерства внутрішніх справ України.

## З життєпису
В МВС з 1992 року. Інспектор ДПС ДАІ м. Київ.
Загинув в часі силового розгону Євромайдану. За даними МВС, близько 1-ї години ночі 19 лютого, на перехресті вул. Героїв Севастополя — просп. Відрадний у Києві працівники ДАІ подали сигнал про зупинку водієві автомобіля «MITSUBISHI PAJERO», темного кольору. Водій позашляховика вимогу правоохоронців проігнорував, натомість збільшив швидкість та продовжив рух у напрямку Кільцевої дороги. Під час переслідування правопорушників водій автомобіля «MITSUBISHI PAJERO» пригальмував, з авто вийшов невідомий, який відкрив вогонь з вогнепальної зброї по працівниках міліції. Загинули Володимир Євтушок та Петро Савицький.
Залишилися дружина і донька.

## Нагороди
21 серпня 2014 року — за особисту мужність і героїзм, виявлені у захисті державного суверенітету та територіальної цілісності України, вірність військовій присязі, відзначений — нагороджений орденом «За мужність» III ступеня (посмертно).